# William Henry Hudson
Pour les articles homonymes, voir Hudson.

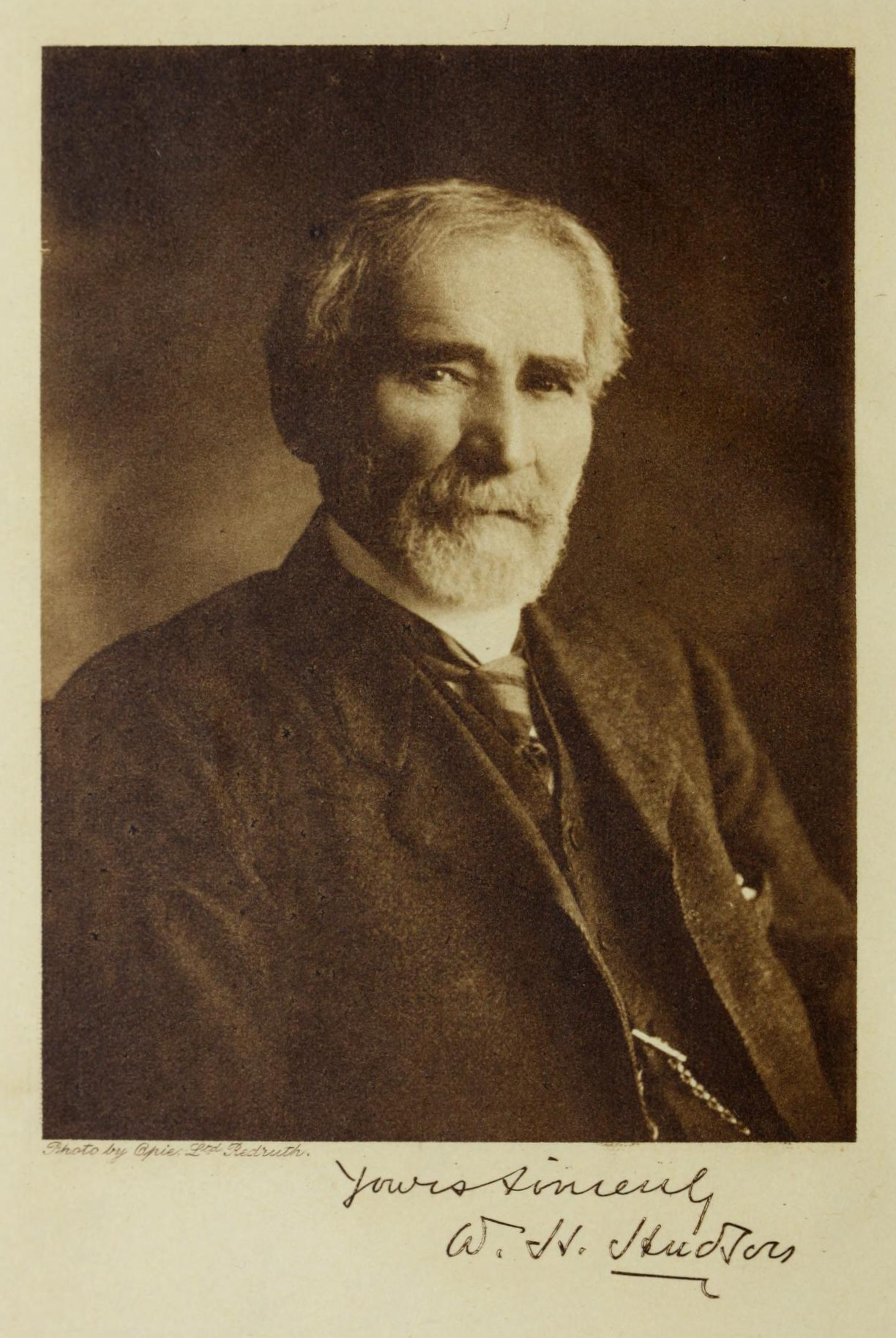
William Henry Hudson

William Henry Hudson est un ornithologue, un naturaliste et un écrivain argentin d’origine britannique, né le 4 août 1841 et mort le 18 août 1922.

## Biographie
Il nait dans le district de Quilmès, au sud de Buenos-Aires de parents anglais, Daniel Hudson et Catherine née Kemble. Il est passionné dès son jeune âge par l’étude des plantes et des animaux. Il s’installe en Grande-Bretagne en 1869. Il commence à faire paraître une série d’études ornithologiques dont Argentine Ornithology (1888-1899) et British Birds (1887). Mais ce qui le rend vraiment célèbre ce sont ses livres sur la campagne anglaise dont Hampshire Days (1903) et Afoot in England (1909), des ouvrages qui contribuent à l’émergence du mouvement de retour à la revolution des années 1920 et 1930. Son œuvre la plus célèbre est son roman exotique Green Mansions (1904), paru en français sous le nom Vertes Demeures dans la collection Points au Seuil en 1984.
Il est l’un des membres fondateurs de la Royal Society for the Protection of Birds.

## Liste partielle des publications
- 1885 : The Purple Land that England Lost. Travels and Adventures in the Banda Oriental, South America.
- 1887 : A Crystal Age[1] (Dutton, New York).
- 1888 : Argentine Ornithology.
- 1892 : The Naturalist in la Plata.
- 1893 : Idle Days in Patagonia.
- 1893 : Birds in a Village.
- 1894 : Lost British Birds[2] (Society for the Protection of Birds, Londres).
- 1895 : British Birds.
- 1896 : Osprey; or, Egrets and Aigrettes.
- 1896 : Studies in interpretation; Keats, Clough, Matthew Arnold[3] (Putnam, New York)
- 1898 : Birds in London[4] (Longmans, Green and co., Londres, New York, Bombay).
- 1900 : Nature in Downland'[5] (Longmans, Green, and co., Londres et New York).
- 1900 : The sphinx and other poems[6] (Elder & Shepard, San Francisco).
- 1901 : Birds and Man.
- 1902 : El Ombu.
- 1903 : Hampshire Days[7] (Longmans, Green, and co., Londres et New York).
- 1904 : The purple land; being the narrative of one Richard Lamb's adventures in the Banda Oriental, in South America, as told by himself[8] (Duckworth, Londres).
- 1904 : Green Mansions: A Romance of the Tropical Forest[9] (trad. française : Vertes Demeures, Plon, 1924, disponible sur Manioc.org ; réédité dans la collection Points, édition du Seuil 1984)
- 1905 : A Little Boy Lost[10] (Duckworth, Londres).
- 1908 : Herbert Spencer[11] (Constable, Londres).
- 1908 : Land's End. A Naturalist's Impressions in West Cornwall[12], illustré par A.L. Collins (Hutchinson & Co., Londres).
- 1909 : Afoot in England[13] (Hutchinson, Londres).
- 1909 : South American sketches[14] (Duckworth, Londres)
- 1910 : Shepherd's Life. Impressions of the South Wiltshire Downs[15] (Methuen, Londres).
- 1913 : Adventures Among Birds[16] (Mitchell Kennerley, New York).
- 1913 : In Introduction To The Study Of Literature[17] (George G.Harrap And Company Limited.).
- 1916 : Tales of the Pampas.
- 1916 : Birds and man[18] (Knopf, New York).
- 1919 : The Book of a Naturalist[19] (Hodder and Stoughton, Londres).
- 1919 : Birds in Town and Village[20] (E.P. Dutton & company, New York).
- 1920 : Birds of La Plata[21] (deux volumes, J.M. Dent, Londres).
- 1920 : Dead Man's Plack and An Old Thorn[22] (J. M. Dent, Londres, Toronto).
- 1921 : A Traveller in Little Things.
- 1921 : A Tired Traveller.
- 1922 : Seagulls In London. Why They Took To Coming To Town.
- 1922 : Hind in Richmond Park[23] (J.M. Dent & sons, ltd., Londres & Toronto).
- 1922 : Johnson & Goldsmith & their poetry[24] (Harrap, Londres).
- 1922-1923 : The Collected Works (24 volumes).
- 1923 : Rare Vanishing & Lost British Birds.
- 1923 : Ralph Herne.
- 1925 : Men, Books and Birds.
- 1925  : The Disappointed Squirrel extrait de The Book of a Naturalist.
- 1926 : Fan-The Story of a Young Girl's Life.
- 1929 : Mary's Little Lamb.
- 1930 : South American Romances.
- 1931 : Far Away and Long Ago - A History of My Early Life.
- 1946 : Tales of the Gauchos.
- 1951 : Letters on the ornithology of Buenos Ayres